# Католички универзитет Јужног Судана
Католички универзитет Јужног Судана (енгл. Catholic University of South Sudan) је приватна високошколска установа са седиштем у Џуби, главном граду вилајета Централна Екваторија. Један је од пет приватних универзитета Јужног Судана. Основан је 2010. године и има кампус и у граду Ваву у Западном Бахр ел Газалу.

## Факултети
Католички универзитет састоји се од следећих факултета:
- Факултет уметности и друштвених наука (Џуба)
- Факултет инжењерства (Џуба)
- Факултет пољопривреде и животне средине (Вав)